# Landru
Landru is een Franse dramafilm uit 1963 onder regie van Claude Chabrol. Het scenario is gebaseerd op het leven van de Franse seriemoordenaar Henri-Désiré Landru.

## Verhaal
Henri-Désiré Landru is een Parijse huisvader die tijdens de Eerste Wereldoorlog rijke dames het hof maakt. Vervolgens vermoordt en berooft hij hen om zijn gezin te eten te kunnen geven. De autoriteiten staan voor een raadsel. Dan neemt hij een maîtresse en gaat moorden om haar te onderhouden.

## Rolverdeling
| Acteur            | Personage                |
| ----------------- | ------------------------ |
| Charles Denner    | Henri-Désiré Landru      |
| Stéphane Audran   | Fernande Segret          |
| Danielle Darrieux | Berthe Héon              |
| Michèle Morgan    | Célestine Buisson        |
| Hildegard Knef    | Mevrouw X                |
| Françoise Lugagne | Marie-Catherine Landru   |
| Juliette Mayniel  | Anna Colomb              |
| Catherine Rouvel  | Andrée Babeley           |
| Mary Marquet      | Marie-Angélique Guillain |
| Denise Provence   | Zénaïde Lacoste          |
| Serge Bento       | Maurice Landru           |